# Проходження Деймоса, видиме з Марса

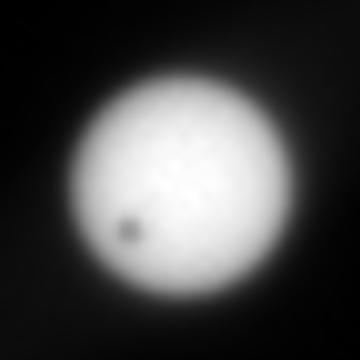
Деймос проходить по диску Сонця. Спостереження марсохода Оппортьюніті 4 березня 2004 року.

Проходження Деймоса диском Сонця, видиме з Марса, відбувається, коли Деймос проходить безпосередньо між Сонцем і точкою на поверхні Марса, закриваючи невелику частину сонячного диска для спостерігача на Марсі. Під час проходження Деймос можна побачити з Марса як маленьку темну пляму, що швидко рухається диском Сонця.
Ця подія також може бути названа частковим затемненням Сонця Деймосом. Однак, оскільки кутовий діаметр Деймоса становить лише приблизно 1/10 кутового діаметра Сонця, більш природно називати його проходженням. Кутовий діаметр Деймоса лише в 2,5 рази перевищує кутовий діаметр Венери при спостереженні із Землі проходження Венери перед диском Сонця.

## Теорія
Проходження Деймоса триває максимум близько двох хвилин через його відносно швидкий орбітальний період, який становить 30,3 години.
Фобос і Деймос обертаються навколо Марса на екваторіальних орбітах з низьким нахилом, а їхні тіні на поверхні Марса демонструють сезонні коливання широти. У будь-якому місці (окрім полярних областей) є два інтервали в марсіанському році, коли тіні Фобоса або Деймоса проходять через цю широту. Протягом кожного такого інтервалу спостерігачі можуть побачити 0 або 1 проходження Деймоса (натомість як кількість проходжень Фобоса може становити близько 6).
Тінь завжди падає на «зимову півкулю», а в рівнодення перетинає екватор. В результаті на екваторі проходження відбуваються у рівнодення, а далі від екватора вони трапляються ближче до дня зимового сонцестояння.
Оскільки Деймос обертається відносно близько до Марса, його не можна побачити на північ від 82,7° пн.ш. або на південь від 82,7° пд.ш., — в таких широтах транзитів, очевидно не буває.

## Спостереження

### Фотографування марсоходами «Оппортьюніті» і «Спіріт»
Нижче показані транзити, сфотографовані марсоходами «Оппортьюніті» і «Спіріт». Перший рядок показує земний всесвітній координований час, а другий рядок показує марсіанський місцевий сонячний час.
|                   |                   |                   |                   |
| 03:03:43 10:28:17 | 03:03:53 10:28:27 | 03:04:03 10:28:36 | 03:04:13 10:28:46 |

|                   |                   |                   |                   |                   |                   |                   |                   |
| 00:04:27 13:54:11 | 00:04:37 13:54:20 | 00:04:47 13:54:30 | 00:04:57 13:54:40 | 00:05:07 13:54:50 | 00:05:17 13:54:59 | 00:05:27 13:55:09 | 00:05:37 13:55:19 |

|          |          |          |          |          |          |          |          |          |          |          |
| 15:58:19 | 15:58:29 | 15:58:39 | 15:58:49 | 15:58:59 | 15:59:09 | 15:59:19 | 15:59:29 | 15:59:39 | 15:59:49 | 15:59:59 |

В таблицях наведено дані про проходження Фобоса для марсоходів «Оппортьюніті» і «Спіріт». Курсивом виділені події, коли Фобос ледь зачепив край диска Сонця.
| Транзити Деймоса з місця посадки марсохода «Спіріт» | Транзити Деймоса з місця посадки марсохода «Спіріт» | Транзити Деймоса з місця посадки марсохода «Спіріт» | Транзити Деймоса з місця посадки марсохода «Спіріт» | Транзити Деймоса з місця посадки марсохода «Спіріт» | Транзити Деймоса з місця посадки марсохода «Спіріт» |
| Тривалість (земний час, UTC)                        | Тривалість (Місцевий сонячний час)                  | Мінім. відст.                                       | Кутов. діам. Деймоса                                | Кутов. діам. Сонця                                  | Висота Сонця                                        |
| --------------------------------------------------- | --------------------------------------------------- | --------------------------------------------------- | --------------------------------------------------- | --------------------------------------------------- | --------------------------------------------------- |
| 24 квітня 2003 03:05:36                             | 10 12 59                                            | 888,8"                                              | 151,0"                                              | 1296,4"                                             | 58,3°                                               |
| 25 квітня 2003 (10:22:29 — 10:24:25)                | 16 39 46 — 16 41 39                                 | 248,4"                                              | 139,6"                                              | 1297,8"                                             | 18,5°                                               |
| 13 березня 2004 (00:05:06 — 00:06:35)               | 13 56 12 — 13 57 39                                 | 458,6"                                              | 150,6"                                              | 1225,0"                                             | 56,8°                                               |
| 9 березня 2005 (15:54:16 — 15:56:14)                | 14 49 07 — 14 51 02                                 | 261,4"                                              | 147,6"                                              | 1294,5"                                             | 44,3°                                               |
| 26 січня 2006 05:28:45                              | 11 57 05                                            | 1509,5"                                             | 153,4"                                              | 1227,9"                                             | 74,0°                                               |
| 22 січня 2007 21:19:39                              | 12 52 10                                            | 982,8"                                              | 152,6"                                              | 1291,6"                                             | 67,8°                                               |
| 12 грудня 2007 18:10:49                             | 16 26 33                                            | 850,0"                                              | 140,9"                                              | 1229,2"                                             | 22,3°                                               |

| Транзити Деймоса з місця посадки марсохода «Оппортьюніті» | Транзити Деймоса з місця посадки марсохода «Оппортьюніті» | Транзити Деймоса з місця посадки марсохода «Оппортьюніті» | Транзити Деймоса з місця посадки марсохода «Оппортьюніті» | Транзити Деймоса з місця посадки марсохода «Оппортьюніті» | Транзити Деймоса з місця посадки марсохода «Оппортьюніті» |
| Тривалість (земний час, UTC)                              | Тривалість (Місцевий сонячний час)                        | Мінім. відст.                                             | Кутов. діам. Деймоса                                      | Кутов. діам. Сонця                                        | Висота Сонця                                              |
| --------------------------------------------------------- | --------------------------------------------------------- | --------------------------------------------------------- | --------------------------------------------------------- | --------------------------------------------------------- | --------------------------------------------------------- |
| 30 травня 2003 (00:06:57 — 00:09:04)                      | 13 28 59 — 13 31 02                                       | 95,8"                                                     | 152,5"                                                    | 1306,3"                                                   | 67,3°                                                     |
| 4 березня 2004 (03:03:52 — 03:05:06)                      | 10 30 14 — 10 31 25                                       | 550,0"                                                    | 152,6"                                                    | 1233,6"                                                   | 67,6°                                                     |
| 5 березня 2004 10:21:52                                   | 16 58 21                                                  | 1041,5"                                                   | 138,6"                                                    | 1232,3"                                                   | 15,4°                                                     |
| 17 березня 2005 05:28:44                                  | 11 28 40                                                  | 1041,8"                                                   | 154,0"                                                    | 1303,0"                                                   | 81,6°                                                     |
| 18 березня 2005 (12:36:42 — 12:38:43)                     | 17 46 46 — 17 48 43                                       | 89,6"                                                     | 134,3"                                                    | 1304,4"                                                   | 3,0°                                                      |
| 18 січня 2006 (15:54:26 — 15:56:21)                       | 15 08 00 — 15 09 52                                       | 198,4"                                                    | 147,2"                                                    | 1235,3"                                                   | 42,7°                                                     |
| 31 січня 2007 18:15:01                                    | 16 02 28                                                  | 824,8"                                                    | 143,2"                                                    | 1301,4"                                                   | 29,3°                                                     |
| 3 грудня 2007 21:20:36                                    | 13 11 25                                                  | 739,0"                                                    | 153,1"                                                    | 1238,0"                                                   | 72,1°                                                     |

### Непряме спостереження посадковим модулем InSight
Криву блиску під час тринзиту Деймоса було отримано у 2020 році за допомогою струмів сонячних батарей, виміряних посадковим модулем InSight. Зменшення світлового потоку становило близько 0,9 % (можливо, менше, ніж прогнозована величина 1 %, через розсіювання світла атмосферним пилом поза межами тіні). Транзит тривав від 116 до 124 секунд.